# Reutemeteutrit
De Reutemeteutrit is een evenement in Rosmalen dat sinds 1968 jaarlijks op de zondag voor carnaval wordt georganiseerd. 
Onderdeel van dit evenement is een autopuzzeltocht in de regio rond Rosmalen. Deze puzzeltocht wordt jaarlijks georganiseerd door AC Qua Vadis uit Rosmalen en de Stichting Vrienden van het Rosmalens Carnaval. Het is de bedoeling dat de auto's enigszins versierd zijn. Meestal gebeurt dit door ballonnen. De start van de puzzeltocht is jaarlijks bij het dorpshuis De Kentering. Tijdens de puzzeltocht worden de navigatiekwaliteiten van de deelnemers getest en wordt men door de regio gestuurd. Uiteindelijk komt men weer terug in Rosmalen bij De Kentering, alwaar de prijsuitreiking plaatsvindt. De totale afstand die men rijdt is enkele tientallen kilometers.
Traditiegetrouw vormen de Prins Carnaval van Zandhazendurp en zijn adjudant samen een duo. Dit duo vertrekt ook altijd als eerste.
Aansluitend vindt er in De Kentering een groot feest plaats, het Reutemeteutbal. Tijdens dit bal wordt de Miss Reutemeteut gekozen. Het evenement wordt georganiseerd om de mensen alvast lekker te maken voor het carnaval in Rosmalen.